# Sinurothoe sinensis
Sinurothoe sinensis is een vlokreeftensoort uit de familie van de Sinurothoidae. De wetenschappelijke naam van de soort is voor het eerst geldig gepubliceerd in 1999 door Ren.